# Карпа, Наталья Семёновна
Ната́лья Семёновна Ка́рпа (укр. Наталія Семенівна Карпа; род. 14 августа 1981, Добромиль, Старосамборский район, Львовская область, Украинская ССР, СССР) — украинская певица, заслуженная артистка Украины (2009).
На сцене известна больше как Наталка Карпа.

## Биография
Наталья Карпа родилась 14 августа 1981 года в Добромиле. Происходит из музыкальной семьи. Её бабушка занималась пением, отец — профессиональный музыкант. Когда Наталье было пять лет, родители купили ей пианино. Училась в музыкальной школе № 3.
Начинала петь в народном хоре «Крашенка», а спустя время стала солисткой образцового вокально-инструментального ансамбля «Галицкая жемчужина» под руководством деятеля культуры Леси Салистры.
Окончила школу с золотой медалью. Получила два высших образования, окончив Львовский национальный медицинский университет имени Данила Галицкого (с красным дипломом, отработала полгода по специальности) и Национальный университет «Львовская Политехника» (английская филология). Учась в вузе, Наталья Карпа стала вокалисткой медицинского джазового коллектива «Медікус», ездила по музыкальным фестивалям, конкурсам, получила три стипендии за активное участие в жизни своего университета.
Наталья Карпа занимается, среди прочего, благотворительностью и не раз устраивала туры для детей-сирот.

## Музыкальная карьера
Карпа была участницей многих всеукраинских и международных фестивалей, таких как: «Славянский базар», «Молодая Галичина», «На волнах Свитязя», «Надежда», «Мелодия», «Песенные источники Прикарпатья», «Тарас Клубень», «Шлягер года», «Наша песня» и тому подобное.
Песни Натальи Карпы популярны и транслируются также на польских радиостанциях. Самая популярная песня — «Калина» (калина — не ива).
В 2010 году отсняла видео «От меня к тебе», которое посвятила памяти жертв Скниловской трагедии на авиашоу во Львове (реж. О. Войцович, Н. Карпа, песня «От меня к тебе»: слова — Оля Войцович, музыка — Наталья Карпа).
В 2013 году начала мировой ЭТНО-ТУР с новой концертной программы «Из Украины с любовью» в странах с наибольшей украинской диаспорой. Первыми странами, в которых побывала Наталья Карпа, стали Бразилия и Парагвай

## Карьера на телевидении
Ведущая программы «Экстремальный вік-енд», которая выходила на канале «НТА».
Ведущая программы «Открой себя» в эфире ТРК «Люкс»
Ведущая программы «Модный элемент» в эфире ТРК «Люкс»

## Продюсер
Карпа создала продюсерский центр «KARPARATION» вместе со своим продюсером Ярославом Степаником. «KARPARATION» занимается продюсированием таких проектов, как: девичья группа «GLAMOUR», группа «Шоколадка» арт-балет «GLEDIS», певица МІЯ.

## Дискография
- 2001 — «Любовь спасет мир»
- 2004 — «Ты прости мне»
- 2004 — «Рождественская звезда»
- 2007 — «История»
- 2013 — «Лучше всего»
- 2014 — «Колядки и Новогодние песни»

## Клипы
В творческой наработке певицы такие видеоклипы: «Ты прости мне», «Я домой вернусь», «Мы — история», «Впервые», анимационный клип «Калина», «Другая», «Время бежит, как песок», «От меня к тебе», «Ты не пришел», «Твой голос», «Рождественская сказка», «Под новый год», «DUBAI», «Лето пройдет», «Зверь», «Чужого не надо своего не отдам», «Ветрами», «Літо літо».

## Личная жизнь
В 2016 году вышла замуж за Евгения Терехова. Спустя три года родилась дочь Злата. В годы войны муж ушёл в армию.